# Abdul·lah de l'Aràbia Saudita
Abd-Al·lah ibn Abd-al-Aziz Al Saüd (àrab: عبد الله بن عبد العزيز آل سعود, ʿAbd Allāh ibn ʿAbd al-ʿAzīz Āl Saʿūd; també transcrit Abdullah ibn Abdulaziz), conegut com a Abdul·lah de l'Aràbia Saudita (Riad, 1 d'agost de 1924 - 23 de gener de 2015) fou rei de l'Aràbia Saudita i custodi dels dos Llocs Sants des de l'1 d'agost de 2005 fins a la seva mort el 2015. Anteriorment conegut com a Príncep Abd-Al·lah, va succeir el tron després de la mort de seu germà mitjà, el rei Fahd. Havia ocupat prèviament el paper de regent de facto des de 1995, quan Fahd va quedar impossibilitat per una hemiplegia. Va ser oficialment coronat el 3 d'agost de 2005, encara que va heretar el títol de rei immediatament després de la mort de l'anterior monarca.
Abd-Al·lah tenia també el títol de primer ministre i Comandant de la Guàrdia Nacional Saudita. És un dels 37 fills d'Ibn Saüd, el fundador de l'Aràbia Saudita moderna.
El juny de 2007 va visitar oficialment Espanya i se li va concedir el collar de l'Orde del Toisó d'Or, la màxima condecoració que pot concedir el rei d'Espanya.
El rei Abd-Al·lah va morir el 23 de gener de 2015 a l'edat de 90 anys, després de passar tres setmanes ingressat per pneumònia. El seu successor fou el seu mig germà i fins aleshores príncep Salman.